# Затока (Львовская область)
Затока (укр. Затока) — село в Ивано-Франковской поселковой общине Яворовского района Львовской области Украины.
Население по переписи 2001 года составляло 408 человек. Занимает площадь 0,867 км². Почтовый индекс — 81091. Телефонный код — 3259.